# Zenith Glacier
Der Zenith Glacier (englisch für Zenitgletscher) ist ein  Gletscher im ostantarktischen Viktorialand. Er fließt 1,5 km westlich des Johnstone-Gletschers vom südlichen Ende der Lanterman Range in den Bowers Mountains.
Teilnehmer der New Zealand Geological Survey Antarctic Expedition in das nördliche Viktorialand (1967–1968) benannten ihn deskriptiv, da sich vom höchsten Punkt (Zenit) des Gletschers an dessen Kopfende spektakuläre Ausblicke auf die Bowers Mountains bieten.